# Scorpaena scrofa
Scorpaena scrofa (tên thông dụng trong tiếng Anh Red scorpionfish (cà mù làn đỏ), Bigscale scorpionfish (cá mù làn vảy lớn), hay large-scaled scorpion fish) là một loài cá biển độc trong họ Cá mù làn.

## Mô tả
Scorpaena scrofa là loài cá mù làn đông Đại Tây Dương lớn nhất. Màu sắc từ đỏ gạch đến hồng sáng, và nó có các vết màu tối trên thân. Nó có các gai độc, trọng lượng cá tối đa lên đến 3 kilôgam (6,6 lb). Nó có thể dài tối đa 50 xentimét (20 in), nhưng thông thường dài khoảng 30 cm (12 in).
Nó có 12 gai lưng, 9 tia vây lưng mềm, 3 gai hậu môn, và 5 tia mềm. Nó thường có một điểm đen trên các gai thứ 6 và 11. Nó có các xúc tu trên ổ mắt dài.

## Phân bố
Loài này được tìm thấy ở Địa Trung Hải, nhưng không hiện diện trong Biển Đen. Nó cũng được tìm thấy ở phía Đông Đại Tây Dương xung quanh Đảo Anh, mặc dù hiếm khi, và Senegal, quần đảo Canaria, và ở Cabo Verde.

## Nơi sinh sống
Scorpaena scrofa là loài sống ở đáy biển, và môi trường nước lợ với đá, đáy cát hoặc bùn ở độ sâu 200–500 m (660–1.640 ft). Ban ngày nó ở trong hang hốc và ban đêm ra ngoài để săn mồi.

## Hành vi
Loài này là một cá ít vận động, đơn độc và không di cư. Nó là loài cá săn mồi, ăn các loại cá khác, cũng như động vật giáp xác và động vật thân mềm.